# Axel Tuanzebe
Axel Tuanzebe (Bunia, 14 november 1997) is een Engels voetballer van Congolese afkomst die doorgaans als centrale verdediger speelt. Hij stroomde in 2017 door vanuit de jeugd van Manchester United. Tijdens het seizoen 2021/22 wordt hij verhuurd aan Aston Villa. Na meerdere huurperiodes werd hij in 2023 verkocht aan Ipswich Town, die hem in 2025 weer doorverkochten aan Burnley FC.

## Clubcarrière
Tuanzebe sloot zich op achtjarige leeftijd aan in de jeugdacademie van Manchester United. Op 31 oktober 2015 zat hij voor het eerst op de bank bij het eerste elftal, in een competitiewedstrijd tegen Crystal Palace. Op 29 januari 2017 debuteerde hij in de FA Cup, tegen Wigan Athletic. Tuanzebe viel na 68 minuten in voor Timothy Fosu-Mensah. Manchester United versloeg The Latics met 4–0.
Manchester United verhuurde Tuanzebe in januari 2018 voor een halfjaar en in augustus 2018 voor nog een jaar aan Aston Villa. Daarmee promoveerde hij in het seizoen 2018/19 via de play-offs van de Championship naar de Premier League. In de zomer van 2021 werd hij opnieuw voor een seizoen aan de Villans verhuurd.

## Clubstatistieken
| Seizoen     | Club              | Competitie     | Competitie | Competitie | Beker | Beker | Internationaal | Internationaal | Totaal | Totaal |
| Seizoen     | Club              | Competitie     | Wed.       | Dlp.       | Wed.  | Dlp.  | Wed.           | Dlp.           | Wed.   | Dlp.   |
| ----------- | ----------------- | -------------- | ---------- | ---------- | ----- | ----- | -------------- | -------------- | ------ | ------ |
| 2016/17     | Manchester United | Premier League | 4          | 0          | 1     | 0     | 0              | 0              | 5      | 0      |
| 2017/18     | Manchester United | Premier League | 1          | 0          | 1     | 0     | 1              | 0              | 3      | 0      |
| Club Totaal | Club Totaal       | Club Totaal    | 5          | 0          | 2     | 0     | 1              | 0              | 8      | 0      |
| 2017/18     | → Aston Villa     | Championship   | 5          | 0          | 0     | 0     | –              | –              | 5      | 0      |
| 2018/19     | → Aston Villa     | Championship   | 28         | 0          | 2     | 0     | –              | –              | 30     | 0      |
| Club Totaal | Club Totaal       | Club Totaal    | 33         | 0          | 2     | 0     | 0              | 0              | 35     | 0      |
| 2019/20     | Manchester United | Premier League | 5          | 0          | 2     | 0     | 3              | 0              | 10     | 0      |
| 2020/21     | Manchester United | Premier League | 9          | 0          | 2     | 0     | 8              | 0              | 19     | 0      |
| Club Totaal | Club Totaal       | Club Totaal    | 19         | 0          | 6     | 0     | 12             | 0              | 37     | 0      |
| 2021/22     | → Aston Villa     | Premier League | 4          | 0          | 2     | 0     | –              | –              | 6      | 0      |
| Club Totaal | Club Totaal       | Club Totaal    | 37         | 0          | 4     | 0     | 0              | 0              | 41     | 0      |
| Totaal      | Totaal            | Totaal         | 56         | 0          | 10    | 0     | 12             | 0              | 78     | 0      |

Bijgewerkt op 5 oktober 2021

## Interlandcarrière
Tuanzebe kwam uit voor Engeland –19, Engeland –20 en Engeland –21.